# ジョニー・ハイケンス
ジョニー・ハイケンス（Jonny Heykens, ヨハネス・ヤコブス・ハイケンス, オランダ語: Johannes Jacobus Heijkens, 1884年9月24日 - 1945年6月28日）は、オランダの作曲家。

## 人物・来歴
ベルギーに留学し、ブリュッセル音楽院でウジェーヌ・イザイにヴァイオリンを学ぶ。その後、自ら楽団を設立し、指揮者としてヨーロッパ中で活躍した。
ハイケンスは、ナチスの忠実な支持者であった。新聞紙上などでアドルフ・ヒトラーを賞賛し、ユダヤ人や黒人に対する人種差別的な見解を表明していた。ハイケンスは、第二次世界大戦の終結後までドイツで演奏家として活躍していたが、戦争末期にオランダに帰国後、連合軍にナチス・ドイツに対する協力的な姿勢を問われて、ヒルフェルスムの監獄に収監され、間もなくして獄中にて死去した。60歳没。
以降、オランダにおいて、ハイケンスの名は重要な音楽家とは見なされることなく、忘れ去られた。

## 作品
ハイケンスは「ハイケンスのセレナーデ」（Ständchen, Op.21-1）の作曲者として知られる。ハイケンスは他にも多くの楽曲を作曲したが、現在では「ハイケンスのセレナーデ」のみが知られており、それ以外の作品は全くと言ってよいほど知られていない。
日本において、この曲は1943年に日本放送協会のラジオ番組『前線へ送る夕』（ぜんせんへおくるゆうべ）のテーマ曲として採用されたことで一般に知られるようになった。明るく軽快な曲であるが、音楽番組等で取りあがられるたびに、戦死した夫や兄を連想して涙なしでは聞けないという投書が多く寄せられ、しばしば紹介された。戦後は小学校の音楽教材に掲載され、また「めぐる春」の題で久野静夫により歌詞が加えられた。
日本国有鉄道（国鉄）の客車の車内放送用チャイムに第一主題の旋律の末尾部分が採用された。現在でもJR各社の客車(夜行列車など)やその譲渡車、JR北海道の特急列車、高速乗合バスJAMJAMライナーの新日本観光自動車運行便などに搭載・使用されている。
ゲーム「ローラーコースタータイクーン2」で使用されている。
Web音楽配信企画「ひなビタ♪」の楽曲「花のやくそく」に、本楽曲が引用されている。
ドイツではロリオによる寸劇「Schmeckt's」のBGMとして知られる。